# Allotoca goslinei
Allotoca goslinei este o specie de pești care aparține genului Allotoca⁠(d), familia Goodeidae⁠(d). Descris pentru prima dată în 1987, a fost cândva endemic doar în bazinul râului Ameca din statul mexican Jalisco. Acum este dispărut în sălbăticie.
Numele său specific îl onorează pe ihtiologul american William A. Gosline pentru cercetările sale asupra peștilor ciprinodontoizi.

## Morfologie
În medie, masculii au 31,9 mm lungime, iar femelele 33,6 mm. Are două rânduri de dinți conici. A. goslinei diferă de alte specii din genul Allotoca⁠(d) prin numărul de vertebre, de pori supraorbitali și de dungi verticale pe laterale.

## Habitat
A. goslinei a viețuit în bazine mici care alimentează râul Ameca, preferând să locuiască în ape liniștite, puțin adânci, sub alge și plante plutitoare.

## Dietă
Dieta lor constă probabil în artropode mici.

## Dimorfism sexual
Această specie este dimorfă din punct de vedere sexual, culoarea și lungimea aripioarelor fiind evidente. În special, masculii au o înotătoare dorsală mai lungă decât femelele.

## Conservare
Cu o singură populație cunoscută situată într-un singur afluent al râului Ameca, A. goslinei este o unitate semnificativă din punct de vedere evolutiv. Deși această specie a fost descoperită pentru prima dată în 1987, poluarea a dus la scăderea populației în anii 1990 și în anii 2000, iar un declin mai rapid a avut loc după introducerea speciei Xiphophorus helleri⁠(d).

### Dispariție
Această specie este acum considerată ca fiind dispărută în sălbăticie, ultimii indivizi sălbatici cunoscuți fiind observați în anul 2004. Nu au fost găsite populații sau indivizi sălbatici în studiile din 2005 și mai târziu. Populații mici captive există în Mexic, Statele Unite și Europa.